# بخش براون (شهرستان کارول، اوهایو)
بخش براون (به انگلیسی: Brown Township) یک منطقهٔ مسکونی در ایالات متحده آمریکا است که در شهرستان کرول، اوهایو واقع شده‌است.
 بخش براون ۱۱۰٫۹ کیلومتر مربع مساحت و ۷٬۹۳۵ نفر جمعیت دارد و ۳۰۶ متر بالاتر از سطح دریا واقع شده‌است.